# Досенхајм-Кохерсберг
Досенхајм-Кохерсберг (фр. Dossenheim-Kochersberg) насеље је и општина у источној Француској у региону Алзас, у департману Доња Рајна која припада префектури Стразбур Кампањ.
По подацима из 2011. године у општини је живело 228 становника, а густина насељености је износила 127,37 становника/km². Општина се простире на површини од 1,79 km². Налази се на средњој надморској висини од 190 метара (максималној 194 m, а минималној 161 m).

## Демографија
| 1962. | 1968. | 1975. | 1982. | 1990. | 1999. | 2011. |
| ----- | ----- | ----- | ----- | ----- | ----- | ----- |
| 122   | 126   | 143   | 134   | 146   | 180   | 228   |

График промене броја становника у току последњих година